# San Lawrenz
San Lawrenz (engelska: Saint Lawrence) är en ort och kommun i republiken Malta. Den ligger på ön Gozo i den nordvästra delen av landet, 30 kilometer nordväst om huvudstaden Valletta. 
I kommunen finns ett blått hål, Iż-Żerqa, och klippan Il-Ġebla tal-Ġeneral.